# Pomnik Aleksandra Suworowa w Terespolu
Pomnik Aleksandra Suworowa w Terespolu – niezachowany do naszych czasów pomnik carski w Terespolu.
Obelisk był jednym z trzech podobnych obiektów wzniesionych w Terespolu i okolicach w celu upamiętnienia rosyjskiego zwycięstwa w bitwie pod Terespolem, a następnie miesięcznego pobytu wojsk Aleksandra Suworowa w mieście. Został odsłonięty 22 października 1902. Swoim kształtem pomnik naśladował miecz z wyszczerbionym ostrzem, z gałęzią laurową w dolnej części. Całość wznosiła się na wysokość 4,3 metra. Powyżej płaskorzeźby lauru znajdowała się mosiężna tablica z rosyjskim napisem W tym miejscu po brzeskiej bitwie 8 września 1794 29 dni kwaterował ze swoimi wspaniałymi żołnierzami feldmarszałek austriackiej i sardyńskiej armii, graf Świętego Cesarstwa Rzymskiego, grand Królestwa Sardyńskiego, generalissimus Rosyjskiej Armii szlachetny książę włoski, graf Aleksandr Wasiliewicz Suworow-Rymnikski. Podobną tablicę zlokalizowano na tylnej ścianie monumentu. Informowała ona, że fundatorami pomnika były pułki biorące udział w bitwie, ministerstwo wojny, 19 Korpus Armijny oraz załoga Twierdzy Brzeskiej. Obelisk z czterech stron otaczały wkopane w ziemię dwunastofuntowe działa.
Monument został zniszczony po odzyskaniu niepodległości przez Polskę.